# Last Hurrah
«Last Hurrah» es una canción de la cantante albanesa y estadounidense Bebe Rexha. Fue lanzada como sencillo el 15 de febrero de 2019 a través del sello Warner Bros. Records. La canción está escrita por Rexha, Lauren Christy, Nick Long y Andrew Wells, y producida por este último.

## Promoción
Rexha reveló la carátula de la canción y la fecha de lanzamiento en redes sociales el 7 de febrero de 2019. La carátula muestra una foto del rostro de Rexha de cerca, iluminada por una luz rojiza con una corona de espinas en su cabeza.

## Recepción crítica
Mike Wass de Idolator dijo que la canción es como si fuese "una pegadiza forma instantánea de hacer cosas mejores" con un coro "desafiante", diciendo que "cualquiera que tenga una tendencia autodestructiva para tomar malas decisiones, sentirá cada palabra".

## Posiciomamiento en listas
| Lista (2019)                                    | Mejor posición |
| ----------------------------------------------- | -------------- |
| Alemania (Media Control AG)                     | 84             |
| Australia (ARIA)                                | 65             |
| Bélgica (Flandes) (Ultratip Bubbling Under)     | 44             |
| Bélgica (Valonia) (Ultratip Bubbling Under)     | 23             |
| Canadá (Canadian Hot 100)                       | 84             |
| Escocia (Scottish Singles Sales Chart)          | 30             |
| Eslovaquia (Singles Digitál Top 100)            | 22             |
| Estados Unidos (Bubbling Under Hot 100 Singles) | 1              |
| Estados Unidos (Adult Top 40)                   | 37             |
| Estados Unidos (Mainstream Top 40)              | 22             |
| Irlanda (IRMA)                                  | 32             |
| Noruega (VG-lista)                              | 10             |
| Nueva Zelanda Hot Singles (RMNZ)                | 14             |
| Reino Unido (UK Singles Chart)                  | 64             |
| República Checa (Rádio Top 100)                 | 30             |
| Rumania (Airplay 100)                           | 98             |
| Suecia (Sverigetopplistan)                      | 57             |
| Suiza (Schweizer Hitparade)                     | 77             |

## Certificaciones
| País           | Organismo certificador | Certificación | Ventas certificadas | Ref. |
| -------------- | ---------------------- | ------------- | ------------------- | ---- |
| Brasil         | Pro-Música Brasil      | Oro           | 20 000              |      |
| Estados Unidos | RIAA                   | Oro           | 500 000             |      |
| Noruega        | IFPI Noruega           | Platinum      | 60 000              |      |
| Polonia        | ZPAV                   | Oro           | 25 000              |      |
| Reino Unido    | BPI                    | Plata         | 200 000             |      |